# Temporada 1962-63 de los Syracuse Nationals
La temporada 1962-63 fue la decimocuarta de los Syracuse Nationals en la NBA. La temporada regular acabó con 48 victorias y 32 derrotas, ocupando el segundo puesto de la división Este, clasificándose para los playoffs en los que cayeron en las semifinales de división ante los Cincinnati Royals.

## Elecciones en elDraft
| Ronda | Puesto | Jugador           | Posición  | Nacionalidad   | Universidad     |
| ----- | ------ | ----------------- | --------- | -------------- | --------------- |
| 1     | 4      | Len Chappell      | Alero     | Estados Unidos | Kansas          |
| 2     | 12     | Chet Walker       | Alero     | Estados Unidos | Bradley         |
| 3     | 21     | Porter Meriwether | Base      | Estados Unidos | Tennessee State |
| 4     | 30     | Bob McCully       |           | Estados Unidos | St. Bonaventure |
| 5     | 39     | John Windsor      | Ala-Pívot | Estados Unidos | Stanford        |
| 6     | 48     | Larry Van Eman    |           | Estados Unidos | Wichita State   |
| 7     | 57     | Bob Sharpenter    |           | Estados Unidos | Georgetown      |
| 8     | 65     | Jerry Harkness    | Base      | Estados Unidos | Loyola (IL)     |

## Temporada regular
| División Este        | División Este | División Este | División Este | División Este | División Este | División Este | División Este | División Este |
| Equipo               | G             | P             | %             | PD            | Casa          | Fuera         | Neutral       | Div           |
| -------------------- | ------------- | ------------- | ------------- | ------------- | ------------- | ------------- | ------------- | ------------- |
| x-Boston Celtics     | 58            | 22            | .725          | –             | 25–5          | 21–16         | 12–1          | 25–11         |
| x-Syracuse Nationals | 48            | 32            | .600          | 10            | 23–5          | 13–19         | 12–8          | 21–15         |
| x-Cincinnati Royals  | 42            | 38            | .525          | 16            | 23–10         | 15–19         | 4–9           | 20–16         |
| New York Knicks      | 21            | 59            | .263          | 37            | 12–22         | 5–28          | 4–9           | 6–30          |

## Playoffs

### Semifinales de División
Syracuse Nationals vs. Cincinnati Royals
| Fecha       | Partido                                       | Ciudad     |
| ----------- | --------------------------------------------- | ---------- |
| 19 de marzo | Syracuse Nationals 123, Cincinnati Royals 120 | Syracuse   |
| 21 de marzo | Cincinnati Royals 133, Syracuse Nationals 115 | Cincinnati |
| 23 de marzo | Syracuse Nationals 121, Cincinnati Royals 117 | Syracuse   |
| 24 de marzo | Cincinnati Royals 125, Syracuse Nationals 118 | Cincinnati |
| 26 de marzo | Syracuse Nationals 127, Cincinnati Royals 131 | Syracuse   |
|             | Cincinnati gana las series 3-2                |            |

## Estadísticas
| Rk | Jugador           | Edad | P  | PT | MP   | TC  | TCI  | %TC  | 3P | 3PI | %3P | 2P  | 2PI  | %2P  | TL  | TLI | %TL  | RO | RD | RT   | AS  | RB | TAP | BP | FP  | PTS  |
| 1  | Hal Greer         | 26   | 80 |    | 32.9 | 7.5 | 16.2 | .464 |    |     |     | 7.5 | 16.2 | .464 | 4.5 | 5.4 | .834 |    |    | 5.7  | 3.4 |    |     |    | 3.6 | 19.5 |
| 2  | Red Kerr          | 30   | 80 |    | 32.0 | 6.3 | 13.4 | .474 |    |     |     | 6.3 | 13.4 | .474 | 3.0 | 4.0 | .753 |    |    | 13.0 | 2.7 |    |     |    | 2.6 | 15.7 |
| 3  | Lee Shaffer       | 23   | 80 |    | 29.9 | 7.5 | 17.4 | .429 |    |     |     | 7.5 | 17.4 | .429 | 3.7 | 4.7 | .784 |    |    | 6.6  | 1.2 |    |     |    | 3.1 | 18.6 |
| 4  | Larry Costello    | 31   | 78 |    | 26.5 | 3.7 | 8.5  | .432 |    |     |     | 3.7 | 8.5  | .432 | 3.7 | 4.2 | .881 |    |    | 3.0  | 4.3 |    |     |    | 3.4 | 11.0 |
| 5  | Chet Walker       | 22   | 78 |    | 25.5 | 4.5 | 9.6  | .469 |    |     |     | 4.5 | 9.6  | .469 | 3.2 | 4.6 | .699 |    |    | 7.2  | 1.1 |    |     |    | 2.8 | 12.3 |
| 6  | Dolph Schayes     | 34   | 66 |    | 21.8 | 3.4 | 8.7  | .388 |    |     |     | 3.4 | 8.7  | .388 | 2.7 | 3.1 | .879 |    |    | 5.7  | 2.7 |    |     |    | 2.7 | 9.5  |
| 7  | Dave Gambee       | 25   | 60 |    | 20.6 | 3.9 | 9.0  | .438 |    |     |     | 3.9 | 9.0  | .438 | 3.3 | 4.0 | .836 |    |    | 4.8  | 0.8 |    |     |    | 3.2 | 11.2 |
| 8  | Paul Neumann      | 25   | 80 |    | 19.8 | 3.0 | 6.3  | .471 |    |     |     | 3.0 | 6.3  | .471 | 2.3 | 2.8 | .815 |    |    | 2.5  | 2.8 |    |     |    | 2.8 | 8.2  |
| 9  | Al Bianchi        | 30   | 61 |    | 19.0 | 3.3 | 7.8  | .424 |    |     |     | 3.3 | 7.8  | .424 | 2.0 | 2.7 | .732 |    |    | 2.2  | 2.8 |    |     |    | 2.7 | 8.6  |
| 10 | Len Chappell      | 22   | 80 |    | 15.5 | 3.5 | 7.6  | .465 |    |     |     | 3.5 | 7.6  | .465 | 1.9 | 3.0 | .622 |    |    | 5.8  | 0.7 |    |     |    | 2.1 | 8.9  |
| 11 | Joe Roberts       | 26   | 33 |    | 14.1 | 2.2 | 5.9  | .372 |    |     |     | 2.2 | 5.9  | .372 | 1.1 | 1.5 | .686 |    |    | 4.7  | 0.5 |    |     |    | 2.0 | 5.5  |
| 12 | Porter Meriwether | 22   | 31 |    | 8.6  | 1.5 | 3.9  | .393 |    |     |     | 1.5 | 3.9  | .393 | 0.7 | 1.1 | .697 |    |    | 0.9  | 1.4 |    |     |    | 0.6 | 3.8  |
| 13 | Ben Warley        | 26   | 26 |    | 7.9  | 1.9 | 4.3  | .450 |    |     |     | 1.9 | 4.3  | .450 | 1.0 | 1.3 | .714 |    |    | 3.3  | 0.2 |    |     |    | 1.6 | 4.8  |